# Tramway de Toyohashi
Le tramway de Toyohashi est un tramway exploité par la compagnie privée Toyohashi Railroad (Toyotetsu) qui dessert la ville de Toyohashi, au Japon. Il comporte une unique ligne nommée Ligne principale Azumada (東田本線, Azumada Hon-sen).

## Caractéristiques
La ligne est longue de 5,4 km. Elle comporte 2 branches et 14 stations.
Section Ekimae - Ihara
| Numéro | Station           | Nom japonais | Distance (km) | Correspondances                                                                     | Localisation | Localisation       |
| ------ | ----------------- | ------------ | ------------- | ----------------------------------------------------------------------------------- | ------------ | ------------------ |
| 1      | Ekimae            | 駅前         | 0             | JR Central : Tōkaidō Shinkansen, Tōkaidō, Iida Meitetsu : Nagoya Toyotetsu : Atsumi | Toyohashi    | Préfecture d'Aichi |
| 2      | Ekimae-Odori      | 駅前大通     | 0,3           |                                                                                     | Toyohashi    | Préfecture d'Aichi |
| 3      | Shinkawa          | 新川         | 0,6           |                                                                                     | Toyohashi    | Préfecture d'Aichi |
| 4      | Fudagi            | 札木         | 1,0           |                                                                                     | Toyohashi    | Préfecture d'Aichi |
| 5      | Shiyakusho-mae    | 市役所前     | 1,4           |                                                                                     | Toyohashi    | Préfecture d'Aichi |
| 6      | Toyohashikoen-mae | 豊橋公園前   | 1,6           |                                                                                     | Toyohashi    | Préfecture d'Aichi |
| 7      | Higashihatcho     | 東八町       | 2,1           |                                                                                     | Toyohashi    | Préfecture d'Aichi |
| 8      | Maehata           | 前畑         | 2,5           |                                                                                     | Toyohashi    | Préfecture d'Aichi |
| 9      | Azumada-sakaue    | 東田坂上     | 2,8           |                                                                                     | Toyohashi    | Préfecture d'Aichi |
| 10     | Azumada           | 東田         | 3,3           |                                                                                     | Toyohashi    | Préfecture d'Aichi |
| 11     | Keirinjo-mae      | 競輪場前     | 3,6           |                                                                                     | Toyohashi    | Préfecture d'Aichi |
| 12     | Ihara             | 井原         | 4,1           |                                                                                     | Toyohashi    | Préfecture d'Aichi |
| 13     | Akaiwaguchi       | 赤岩口       | 4,8           |                                                                                     | Toyohashi    | Préfecture d'Aichi |

Section Ihara - Undokoen-mae
| Numéro | Station      | Nom japonais | Distance (km)  | Distance (km) | Correspondances | Localisation | Localisation       |
| Numéro | Station      | Nom japonais | depuis Eki-mae | depuis Ihara  | Correspondances | Localisation | Localisation       |
| ------ | ------------ | ------------ | -------------- | ------------- | --------------- | ------------ | ------------------ |
| 12     | Ihara        | 井原         | 4,1            | 0             |                 | Toyohashi    | Préfecture d'Aichi |
| 14     | Undokoen-mae | 運動公園前   | 4,7            | 0,6           |                 | Toyohashi    | Préfecture d'Aichi |

## Matériel roulant
De nombreux modèles différents circulent sur la ligne. Le plus récent est la série T1000.

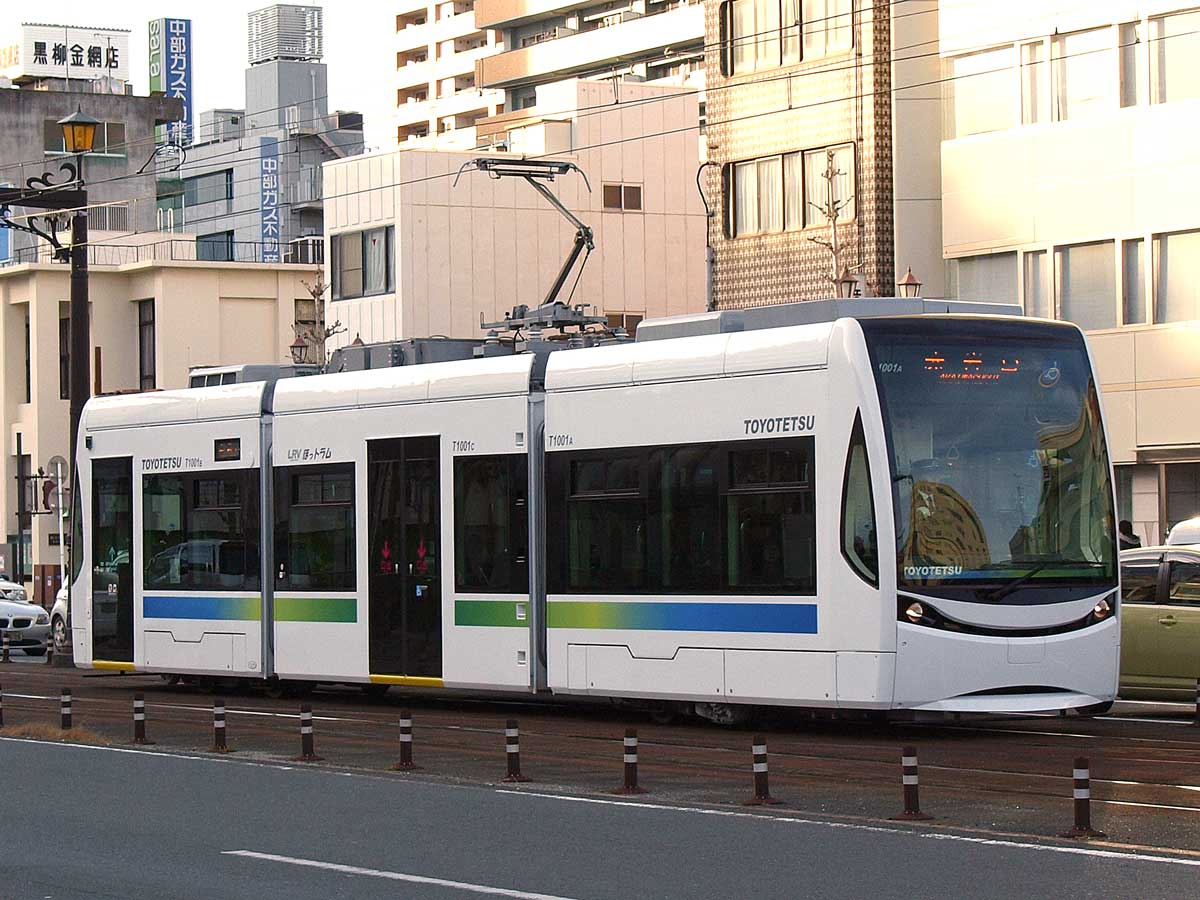
Toyotetsu série T1000